# マーリン・ヘイ (第24代エロル伯爵)
第24代エロル伯爵マーリン・セレルド・ヴィクター・ギルバート・ヘイ（英: Merlin Sereld Victor Gilbert Hay, 24th Earl of Erroll、1948年4月20日 - ）は、イギリスの貴族、伯爵、貴族院議員（クロスベンチ）、ヘイ氏族の氏族長。現職のスコットランド大司馬（かつてのスコットランド国務大官の一角）を務める。

## 経歴
第23代エロル女伯爵ダイアナ・ヘイと第11代準男爵サー・イアン・モンクリフとの息子として生まれた。父イアンは紋章官としてオルバニー紋章官も務めた系譜学者。
イートン校に学んだのち、トリニティ・カレッジ（オックスフォード大学）に進んだ。1978年に母よりエロル伯爵位を継承するとともに、ヘイ氏族の氏族長・スコットランド大司馬の地位も受け継いだ。さらに1985年に父の死去に伴って準男爵位を襲った。彼は爵位継承以降に世俗貴族協会会員に就任している。
1999年貴族院法の施行に伴い実施された世襲貴族枠選出の際、92人の一人に互選された。貴族院ではクロスベンチに属しており、持ち前のコンピュータープログラミングに関する知識を活かしてサイバーセキュリティや情報技術に関する問題について発言を行っている。

## 私生活
1982年5月8日にイザベル・ホーラー（Isabelle Hohler、1956年 - 2020年1月13日）と結婚して、2男2女をもうけた。イザベル夫人は慈善舞踏会『ロイヤル・カレドニアン・ボール』の支援者であるほか、名誉職ベッドフォードシャー・ハイ・シェリフも務める。
- （長男）ハリー・トマス・ウィリアム・ヘイ（1984 - ）- ヘイ卿（儀礼称号）、伯爵位の法定推定相続人。
- （次男）リチャード・マーリン・イアン・ヘイ（1990 -）
- （長女）アメリア・ダイアナ・ジャクリーン・ヘイ（1986 -）
- （次女）レイリーン・ルーシー・クレメンティン・ヘイ（1987 -）